# جسیل خوزه دی لیما
جسیل خوزه دی لیما (به پرتغالی: Gesiel José de Lima) هافبک اهل برزیل است که در شهر اولیندا و در تاریخ ۸ دسامبر ۱۹۶۸ به دنیا آمده‌است.
جسیل خوزه دی لیما در تیم‌های فوتبال سانتاکروز سابقهٔ حضور دارد.